# Alof de Wignacourt
Fra Alof de Wignacourt   (Regne de França, 1547 (Gregorià) - Illa de Malta, 14 de setembre de 1622) fou Gran Mestre de l'Orde de l'Hospital des de 1601 fins a 1622. Provenia de la Llengua d'Alvèrnia. Durant el seu magisteri va fer construir un aqüeducte des de Rabat fins a La Valletta i moltes construccions costaneres defensives, conegudes com a Torres Wignacourt. En el Palau de la capital es guarda un dels millors tresors deguts a aquest Gran Mestre i és el retrat que el pintor venecià Caravaggio va fer d'ell.

## Vegeu també

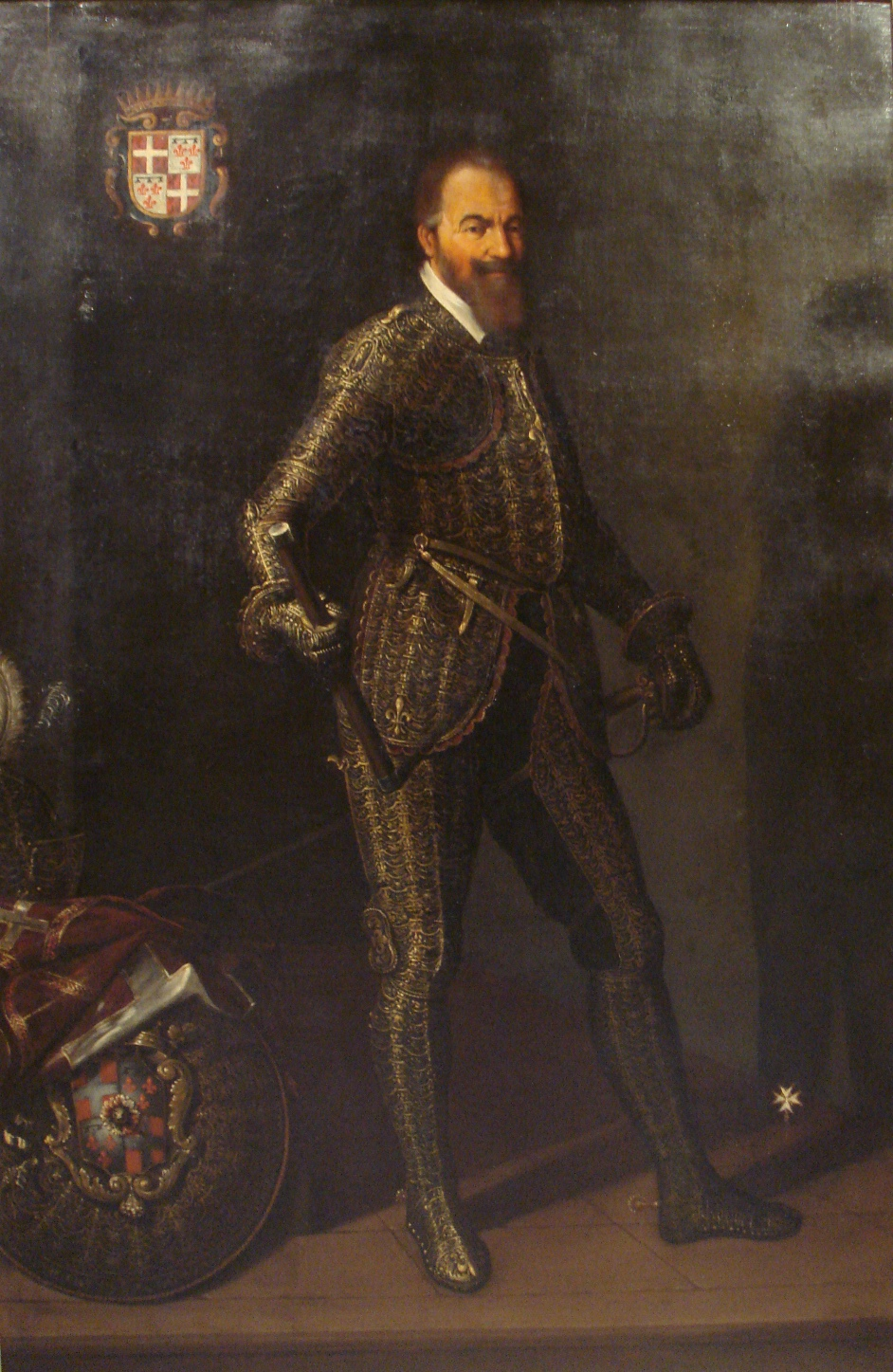
Retrat oficial d'Alof de Wignacourt